# São Tomé do Castelo
São Tomé do Castelo est une localité de la commune portugaise de Vila Real située sur la rive gauche du fleuve Corgo et sur le côté ouest de la Serra da Falperra. Elle a une superficie de 32,92 km2 et 950 habitants (2011). Son territoire a été intégré à l'Union des Paroisses de São Tomé do Castelo e Justes par la réorganisation administrative de 2012/2013.